# BAFTA al miglior attore protagonista
Il BAFTA al miglior attore protagonista (BAFTA Award for Best Actor in a Leading Role) è un premio annuale, promosso dal BAFTA a partire dal 1953, che premia l'attore che più si è distinto nell'interpretazione nel ruolo di protagonista in una pellicola cinematografica dell'anno precedente. L'albo d'oro è pertanto riferito all'anno di produzione della pellicola.

## Storia
Dal 1953 al 1969 le categorie presenti erano:
- Attori internazionali
- Attori britannici

Dal 1969 la categoria britannica è stata soppressa.

## Albo d'oro

### Anni 1950
- 1953
  - Attore internazionale
    - Marlon Brando - Viva Zapata!

  - Attore britannico
    - Ralph Richardson - Ali del futuro (The Sound Barrier)
- 1954
  - Attore internazionale
    - Marlon Brando - Giulio Cesare (Julius Caesar)

  - Attore britannico
    - John Gielgud - Giulio Cesare (Julius Caesar)
- 1955
  - Attore internazionale
    - Marlon Brando - Fronte del porto (On the Waterfront)

  - Attore britannico
    - Kenneth More - Quattro in medicina (Doctor in the House)
- 1956
  - Attore internazionale
    - Ernest Borgnine - Marty, vita di un timido (Marty)

  - Attore britannico
    - Laurence Olivier - Riccardo III (Richard III)
- 1957
  - Attore internazionale
    - François Périer - Gervaise

  - Attore britannico
    - Peter Finch - La mia vita comincia in Malesia (A Town Like Alice)
- 1958
  - Attore internazionale
    - Henry Fonda - La parola ai giurati (12 Angry Men)

  - Attore britannico
    - Alec Guinness - Il ponte sul fiume Kwai (The Bridge on the River Kwai)
- 1959
  - Attore internazionale
    - Sidney Poitier - La parete di fango (The Defiant Ones)

  - Attore britannico
    - Trevor Howard - La chiave (The Key)

### Anni 1960
- 1960
  - Attore internazionale
    - Jack Lemmon - A qualcuno piace caldo (Some Like It Hot)

  - Attore britannico
    - Peter Sellers - Nudi alla meta (I'm All Right Jack)
- 1961
  - Attore internazionale
    - Jack Lemmon - L'appartamento (The Apartment)

  - Attore britannico
    - Peter Finch - Il garofano verde (The Trials of Oscar Wilde)
- 1962
  - Attore internazionale
    - Paul Newman - Lo spaccone (The Hustler)

  - Attore britannico
    - Peter Finch - Eri tu l'amore (No Love for Johnnie)
- 1963
  - Attore internazionale
    - Burt Lancaster - L'uomo di Alcatraz (The Bird Man of Alcatraz)

  - Attore britannico
    - Peter O'Toole - Lawrence d'Arabia (Lawrence of Arabia)
- 1964
  - Attore internazionale
    - Marcello Mastroianni - Divorzio all'italiana

  - Attore britannico
    - Dirk Bogarde - Il servo (The Servant)
- 1965
  - Attore internazionale
    - Marcello Mastroianni - Ieri, oggi e domani

  - Attore britannico
    - Richard Attenborough - Cannoni a Batasi (Guns at Batasi)
- 1966
  - Attore internazionale
    - Lee Marvin - I professionisti (The Killers)

  - Attore britannico
    - Dirk Bogarde - Darling
- 1967
  - Attore internazionale
    - Rod Steiger - L'uomo del banco dei pegni (The Pawnbroker)

  - Attore britannico
    - Richard Burton - La spia che venne dal freddo (The Spy Who Came in from the Cold)
- 1968
  - Attore internazionale
    - Rod Steiger - La calda notte dell'ispettore Tibbs (In the Heat of the Night)

  - Attore britannico
    - Paul Scofield - Un uomo per tutte le stagioni (A Man for All Seasons)
- 1969
  - Spencer Tracy - Indovina chi viene a cena? (Guess Who's Coming to Dinner?)
  - Nicol Williamson - The Bofors Gun
  - Trevor Howard - I seicento del Balaklava (The Charge of the Light Brigade)
  - Ron Moody - Oliver!

### Anni 1970
- 1970
  - Dustin Hoffman - Un uomo da marciapiede (Midnight Cowboy)
  - Nicol Williamson - Inadmissible Evidence
  - Walter Matthau - Diario segreto di una moglie americana (The Secret Life of an American Wife)
  - Alan Bates - Donne in amore (Women in Love)
- 1971
  - Robert Redford - Butch Cassidy (Butch Cassidy and the Sundance Kid), Gli spericolati (Downhill Racer) e Ucciderò Willie Kid (Tell Them Willie Boy Is Here)
  - Elliott Gould - Bob & Carol & Ted & Alice e M*A*S*H
  - Paul Newman - Butch Cassidy (Butch Cassidy and the Sundance Kid)
  - George C. Scott - Patton, generale d'acciaio (Patton)
- 1972
  - Peter Finch - Domenica, maledetta domenica (Sunday Bloody Sunday)
  - Albert Finney - Sequestro pericoloso (Gumshoe)
  - Dustin Hoffman - Piccolo Grande Uomo (Little Big Man)
  - Dirk Bogarde - Morte a Venezia
- 1973
  - Gene Hackman - Il braccio violento della legge (The French Connection) e L'avventura del Poseidon (The Poseidon Adventure)
  - Marlon Brando - Il padrino (The Godfather) e Improvvisamente, un uomo nella notte (The Nightcomers)
  - George C. Scott - Anche i dottori ce l'hanno (The Hospital) e They Might Be Giants
  - Robert Shaw - Gli anni dell'avventura (Young Winston)
- 1974
  - Walter Matthau - Un marito per Tillie (Pete 'n' Tillie) e Chi ucciderà Charley Varrick? (Charley Varrick)
  - Donald Sutherland - A Venezia... un dicembre rosso shocking (Don't Look Now) e Una squillo per quattro svitati (Steelyard Blues)
  - Laurence Olivier - Gli insospettabili (Sleuth)
  - Marlon Brando - Ultimo tango a Parigi
- 1975
  - Jack Nicholson - Chinatown e L'ultima corvé (The Last Detail)
  - Gene Hackman - La conversazione (The Conversation)
  - Albert Finney - Assassinio sull'Orient Express (Murder on the Orient Express)
  - Al Pacino - Serpico
- 1976
  - Al Pacino - Il padrino - Parte II (The Godfather: Part II) e Quel pomeriggio di un giorno da cani (Dog Day Afternoon)
  - Gene Hackman - Il braccio violento della legge 2 (French Connection II) e Bersaglio di notte (Night Moves)
  - Richard Dreyfuss - Lo squalo (Jaws)
  - Dustin Hoffman - Lenny
- 1977
  - Jack Nicholson - Qualcuno volò sul nido del cuculo (One Flew Over the Cuckoo's Nest)
  - Dustin Hoffman - Tutti gli uomini del presidente (All the President's Men) e Il maratoneta (Marathon Man)
  - Walter Matthau - Bad News Bears - Che botte se incontri gli Orsi (Bad News Bears) e I ragazzi irresistibili (The Sunshine Boys)
  - Robert De Niro - Taxi Driver
- 1978
  - Peter Finch - Quinto potere (Network)
  - Woody Allen - Io e Annie (Annie Hall)
  - William Holden - Quinto potere (Network)
  - Sylvester Stallone - Rocky
- 1979
  - Richard Dreyfuss - Goodbye amore mio! (The Goodbye Girl)
  - Peter Ustinov - Assassinio sul Nilo (Death on the Nile)
  - Anthony Hopkins - Magic - Magia (Magic)
  - Brad Davis - Fuga di mezzanotte (Midnight Express)

### Anni 1980
- 1980
  - Jack Lemmon - Sindrome cinese (The China Syndrome)
  - Martin Sheen - Apocalypse Now
  - Robert De Niro - Il cacciatore (The Deer Hunter)
  - Woody Allen - Manhattan
- 1981
  - John Hurt - Elephant Man (The Elephant Man)
  - Roy Scheider - All That Jazz - Lo spettacolo continua (All That Jazz)
  - Peter Sellers - Oltre il giardino (Being There)
  - Dustin Hoffman - Kramer contro Kramer (Kramer vs. Kramer)
- 1982
  - Burt Lancaster -  Atlantic City, USA (Atlantic City)
  - Jeremy Irons - La donna del tenente francese (The French Lieutenant's Woman)
  - Bob Hoskins - Venerdì maledetto (The Long Good Friday)
  - Robert De Niro - Toro scatenato (Raging Bull)
- 1983
  - Ben Kingsley - Gandhi
  - Jack Lemmon - Missing - Scomparso (Missing)
  - Henry Fonda - Sul lago dorato (On Golden Pond)
  - Warren Beatty - Reds
  - Albert Finney - Spara alla luna (Shoot the Moon)
- 1984
  - Michael Caine - Rita, Rita, Rita (Educating Rita)
  - Dustin Hoffman - Tootsie
  - Michael Caine - Il console onorario (The Honorary Consul)
  - Robert De Niro - Re per una notte (The King of Comedy)
- 1985
  - Haing S. Ngor - Urla del silenzio (The Killing Fields)
  - Tom Courtenay - Il servo di scena (The Dresser)
  - Albert Finney - Il servo di scena (The Dresser)
  - Sam Waterston - Urla del silenzio (The Killing Fields)
- 1986
  - William Hurt - Il bacio della donna ragno (Kiss of the Spider Woman)
  - F. Murray Abraham - Amadeus
  - Victor Banerjee - Passaggio in India (A Passage to India)
  - Harrison Ford - Witness - Il testimone (Witness)
- 1987
  - Bob Hoskins - Mona Lisa
  - Paul Hogan - Mr. Crocodile Dundee (Crocodile Dundee)
  - Woody Allen - Hannah e le sue sorelle (Hannah and Her Sisters)
  - Michael Caine - Hannah e le sue sorelle (Hannah and Her Sisters)
- 1988
  - Sean Connery - Il nome della rosa (Der Name der Rose)
  - Gérard Depardieu - Jean de Florette
  - Yves Montand - Jean de Florette
  - Gary Oldman - Prick Up - L'importanza di essere Joe (Prick Up Your Ears)
- 1989
  - John Cleese - Un pesce di nome Wanda (A Fish Called Wanda)
  - Michael Douglas - Attrazione fatale (Fatal Attraction)
  - Kevin Kline - Un pesce di nome Wanda (A Fish Called Wanda)
  - Robin Williams - Good Morning, Vietnam

### Anni 1990
- 1990
  - Daniel Day-Lewis - Il mio piede sinistro (My Left Foot)
  - Robin Williams - L'attimo fuggente (Dead Poets Society)
  - Kenneth Branagh - Enrico V (Henry V)
  - Dustin Hoffman - Rain Man - L'uomo della pioggia (Rain Man)
- 1991
  - Philippe Noiret - Nuovo cinema Paradiso
  - Tom Cruise - Nato il quattro luglio (Born on the Fourth of July)
  - Robert De Niro - Quei bravi ragazzi (Goodfellas)
  - Sean Connery - Caccia a Ottobre Rosso (The Hunt for Red October)
- 1992
  - Anthony Hopkins - Il silenzio degli innocenti (The Silence of the Lambs)
  - Gérard Depardieu - Cyrano de Bergerac
  - Kevin Costner - Balla coi lupi (Dances with Wolves)
  - Alan Rickman - Il fantasma innamorato (Truly, Madly, Deeply)
- 1993
  - Robert Downey Jr. - Charlot (Chaplin)
  - Stephen Rea - La moglie del soldato (The Crying Game)
  - Daniel Day-Lewis - L'ultimo dei Mohicani (The Last of the Mohicans)
  - Tim Robbins - I protagonisti (The Player)
- 1994
  - Anthony Hopkins - Quel che resta del giorno (The Remains of the Day)
  - Daniel Day-Lewis - Nel nome del padre (In the Name of the Father)
  - Anthony Hopkins - Viaggio in Inghilterra (Shadowlands)
  - Liam Neeson - Schindler's List - La lista di Schindler (Schindler's List)
- 1995
  - Hugh Grant - Quattro matrimoni e un funerale (Four Weddings and a Funeral)
  - Terence Stamp - Priscilla, la regina del deserto (The Adventures of Priscilla, Queen of the Desert)
  - Tom Hanks - Forrest Gump
  - John Travolta - Pulp Fiction
- 1996
  - Nigel Hawthorne - La pazzia di re Giorgio (The Madness of King George)
  - Jonathan Pryce - Carrington
  - Nicolas Cage - Via da Las Vegas (Leaving Las Vegas)
  - Massimo Troisi - Il postino
- 1997
  - Geoffrey Rush - Shine
  - Ralph Fiennes - Il paziente inglese (The English Patient)
  - Ian McKellen - Riccardo III (Richard III)
- 1998
  - Robert Carlyle - Full Monty - Squattrinati organizzati (The Full Monty)
  - Kevin Spacey - L.A. Confidential
  - Billy Connolly - La mia regina (Mr Brown)
  - Ray Winstone - Niente per bocca (Nil by Mouth)
- 1999
  - Roberto Benigni - La vita è bella
  - Michael Caine - Little Voice - È nata una stella (Little Voice)
  - Tom Hanks - Salvate il soldato Ryan (Saving Private Ryan)
  - Joseph Fiennes - Shakespeare in Love

### Anni 2000
- 2000
  - Kevin Spacey - American Beauty
  - Om Puri - East is East
  - Ralph Fiennes - Fine di una storia (The End of the Affair)
  - Russell Crowe - Insider - Dietro la verità (The Insider)
  - Jim Broadbent - Topsy-Turvy - Sotto-sopra (Topsy-Turvy)
- 2001
  - Jamie Bell - Billy Elliot
  - Tom Hanks - Cast Away
  - Russell Crowe - Il gladiatore (Gladiator)
  - Geoffrey Rush - Quills - La penna dello scandalo (Quills)
  - Michael Douglas - Wonder Boys
- 2002
  - Russell Crowe - A Beautiful Mind
  - Tom Wilkinson - In the Bedroom
  - Jim Broadbent - Iris - Un amore vero (Iris)
  - Ian McKellen - Il Signore degli Anelli - La Compagnia dell'Anello (The Lord of the Rings: The Fellowship of the Ring)
  - Kevin Spacey - The Shipping News - Ombre dal profondo (The Shipping News)
- 2003
  - Daniel Day-Lewis - Gangs of New York
  - Adrien Brody - Il pianista (The Pianist)
  - Nicolas Cage - Il ladro di orchidee (Adaptation)
  - Michael Caine - The Quiet American
  - Jack Nicholson - A proposito di Schmidt (About Schmidt)
- 2004
  - Bill Murray - Lost in Translation - L'amore tradotto (Lost In Translation)
  - Benicio del Toro - 21 grammi (21 Grams)
  - Johnny Depp - La maledizione della prima luna (Pirates of the Caribbean: The Curse of the Black Pearl)
  - Jude Law - Ritorno a Cold Mountain (Cold Mountain)
  - Sean Penn - 21 grammi (21 Grams)
  - Sean Penn - Mystic River
- 2005
  - Jamie Foxx - Ray
  - Jim Carrey - Se mi lasci ti cancello (Eternal Sunshine of the Spotless Mind)
  - Johnny Depp - Neverland - Un sogno per la vita (Finding Neverland)
  - Leonardo DiCaprio - The Aviator
  - Gael García Bernal - I diari della motocicletta (The Motorcycle Diaries)
- 2006
  - Philip Seymour Hoffman - Truman Capote - A sangue freddo (Capote)
  - Ralph Fiennes - The Constant Gardener - La cospirazione (The Constant Gardener)
  - Heath Ledger - I segreti di Brokeback Mountain (Brokeback Mountain)
  - Joaquin Phoenix - Quando l'amore brucia l'anima (Walk the Line)
  - David Strathairn - Good Night, and Good Luck
- 2007
  - Forest Whitaker - L'ultimo re di Scozia (The Last King of Scotland)
  - Daniel Craig - Agente 007 - Casinò Royale (Casino Royale)
  - Leonardo DiCaprio - The Departed
  - Richard Griffiths - The History Boys
  - Peter O'Toole - Venus
- 2008
  - Daniel Day-Lewis - Il petroliere (There Will Be Blood)
  - George Clooney - Michael Clayton
  - James McAvoy - Espiazione (Atonement)
  - Viggo Mortensen - La promessa dell'assassino (Eastern Promises)
  - Ulrich Mühe - Le vite degli altri (Das Leben der Anderen)
- 2009
  - Mickey Rourke - The Wrestler
  - Frank Langella - Frost/Nixon - Il duello (Frost/Nixon)
  - Dev Patel - The Millionaire (Slumdog Millionaire)
  - Sean Penn - Milk
  - Brad Pitt - Il curioso caso di Benjamin Button (The Curious Case of Benjamin Button)

### Anni 2010
- 2010
  - Colin Firth - A Single Man
  - Jeff Bridges - Crazy Heart
  - George Clooney - Tra le nuvole (Up in the Air)
  - Jeremy Renner - The Hurt Locker
  - Andy Serkis - Sex & Drugs & Rock & Roll
- 2011
  - Colin Firth – Il discorso del re (The King's Speech)
  - Javier Bardem – Biutiful
  - Jeff Bridges – Il Grinta (True Grit)
  - Jesse Eisenberg – The Social Network
  - James Franco – 127 ore (127 Hours)
- 2012
  - Jean Dujardin – The Artist
  - George Clooney – Paradiso amaro (The Descendants)
  - Michael Fassbender – Shame
  - Gary Oldman – La talpa (Tinker, Tailor, Soldier, Spy)
  - Brad Pitt – L'arte di vincere (Moneyball)
- 2013
  - Daniel Day-Lewis – Lincoln
  - Ben Affleck – Argo
  - Bradley Cooper – Il lato positivo - Silver Linings Playbook (Silver Linings Playbook)
  - Hugh Jackman – Les Misérables
  - Joaquin Phoenix – The Master
- 2014
  - Chiwetel Ejiofor – 12 anni schiavo (12 Years a Slave)
  - Christian Bale – American Hustle - L'apparenza inganna (American Hustle)
  - Bruce Dern – Nebraska
  - Leonardo DiCaprio – The Wolf of Wall Street
  - Tom Hanks – Captain Phillips - Attacco in mare aperto (Captain Phillips)
- 2015
  - Eddie Redmayne – La teoria del tutto (The Theory of Everything)
  - Benedict Cumberbatch – The Imitation Game
  - Ralph Fiennes – Grand Budapest Hotel (The Grand Budapest Hotel)
  - Jake Gyllenhaal – Lo sciacallo - Nightcrawler (Nightcrawler)
  - Michael Keaton – Birdman
- 2016
  - Leonardo DiCaprio – Revenant - Redivivo (The Revenant)
  - Eddie Redmayne – The Danish Girl
  - Michael Fassbender – Steve Jobs
  - Matt Damon – Sopravvissuto - The Martian (The Martian)
  - Bryan Cranston – L'ultima parola - La vera storia di Dalton Trumbo (Trumbo)
- 2017
  - Casey Affleck – Manchester by the Sea
  - Andrew Garfield – La battaglia di Hacksaw Ridge (Hacksaw Ridge)
  - Ryan Gosling – La La Land
  - Jake Gyllenhaal – Animali notturni (Nocturnal Animals)
  - Viggo Mortensen – Captain Fantastic
- 2018
  - Gary Oldman – L'ora più buia (Darkest Hour)
  - Daniel Day-Lewis – Il filo nascosto (Phantom Thread)
  - Daniel Kaluuya – Scappa - Get Out (Get Out)
  - Jamie Bell – Le stelle non si spengono a Liverpool (Film Stars Don't Die in Liverpool)
  - Timothée Chalamet – Chiamami col tuo nome (Call Me by Your Name)
- 2019
  - Rami Malek - Bohemian Rhapsody
  - Christian Bale - Vice - L'uomo nell'ombra (Vice)
  - Steve Coogan - Stanlio & Ollio (Stan & Ollie)
  - Bradley Cooper - A Star Is Born
  - Viggo Mortensen - Green Book

### Anni 2020
- 2020
  - Joaquin Phoenix - Joker
  - Leonardo DiCaprio - C'era una volta a... Hollywood (Once Upon a Time... in Hollywood)
  - Adam Driver - Storia di un matrimonio (Marriage Story)
  - Taron Egerton - Rocketman
  - Jonathan Pryce - I due papi (The Two Popes)
- 2021
  - Anthony Hopkins – The Father - Nulla è come sembra (The Father)
  - Riz Ahmed – Sound of Metal
  - Chadwick Boseman – Ma Rainey's Black Bottom
  - Adarsh Gourav – La tigre bianca (The White Tiger)
  - Mads Mikkelsen – Un altro giro (Druk)
  - Tahar Rahim – The Mauritanian
- 2022[2]
  - Will Smith – Una famiglia vincente - King Richard (King Richard)
  - Mahershala Ali – Il canto del cigno (Swan Song)
  - Benedict Cumberbatch – Il potere del cane (The Power of the Dog)
  - Leonardo DiCaprio – Don't Look Up
  - Stephen Graham – Boiling Point - Il disastro è servito (Boiling Point)
  - Adeel Akhtar – Ali & Ava
- 2023[3]
  - Austin Butler – Elvis
  - Colin Farrell – Gli spiriti dell'isola (The Banshees Of Inisherin)
  - Brendan Fraser – The Whale
  - Daryl McCormack – Il piacere è tutto mio (Good Luck To You, Leo Grande)
  - Paul Mescal – Aftersun
  - Bill Nighy – Living
- 2024[4]
  - Cillian Murphy – Oppenheimer
  - Bradley Cooper – Maestro
  - Colman Domingo – Rustin
  - Paul Giamatti – The Holdovers - Lezioni di vita (The Holdovers)
  - Barry Keoghan – Saltburn
  - Teo Yoo – Past Lives
- 2025[5]
  - Adrien Brody - The Brutalist
  - Timothée Chalamet - A Complete Unknown
  - Colman Domingo - Sing Sing
  - Ralph Fiennes - Conclave
  - Hugh Grant - Heretic
  - Sebastian Stan - The Apprentice - Alle origini di Trump (The Apprentice)